# Никитино (Кораблинский район)
Никитино — село в Кораблинском районе Рязанской области России. Входит в Незнановское сельское поселение.

## Географическое положение
Никитино находится в 17 км к северу от райцентра.
Село пересекает река Каменка, южнее она впадает в реку Лошу.
Ближайшие населённые пункты
- деревня Добрятино в 1 км к югу по грунтовой дороге
- деревня Асники в 2,5 км к востоку по грунтовой дороге
- деревня Лоша в 2,7 км к юго-западу по грунтовой дороге
- деревня Каменка в 2,5 км к западу по асфальтированной дороге
- деревня Асаново в 1,7 км к юго-западу по грунтовой дороге

## История
В платёжных книгах Пехлецкого стана 1594—1597 и в приправочных книгах Каменского стана 1596—1598 годов, упоминается деревня Микитинская (Докудовская тож.) на речке Бурчане (р. Лоша). В то время деревней владеет толмач Посольского приказа — Пётр Васильевич Муратов.
В писцовых книгах этого стана 1628-29 года упоминается сельцо Микитинское, Докудовское тож. На речке Лошице, упоминается и помещик, сын Петра Васильевича — Гавриил Петрович Муратов.
В 1729 году в селе Никитинском, помещицей Марфой Ефимовной Колтовской, построена новая каменная церковь. В 1832 году в селе родился русский путешественник, генерал-майор Михаил Иванович Венюков. В 1850 году указана на картах Менде как село Никитинское с 52 дворами. В 1859 году в Списках населённых мест упоминается село Никитинское с 97 дворами, в которых проживает 1077 человек.

## Население
| 1859 | 1897 | 1906 | 2010 |
| ---- | ---- | ---- | ---- |
| 1074 | ↘909 | ↘742 | ↘152 |

## Промышленность
С 2006 года в Никитино работает крупное строительное предприятие АМТ «Ранова», входящее в состав международного холдинга «Armotec Construction».

## Инфраструктура
Дорожная сеть
В 3 км проходит автотрасса регионального значения Р-126 «Рязань—Ряжск», от которой к населённому пункту отходит асфальтированное ответвление.
Транспорт
В 2,5 км западнее села находится железнодорожная станция «Чемодановка».
Образование
Действует основная общеобразовательная школа.
Здравоохранение
Действует фельдшерско-акушерский пункт.

## Религия
В 1628—1629 годах Никитино упоминается как сельцо. Ныне существующая каменная Архангельская церковь построена в 1729 году тогдашней помещицей — Марфой Ефимовной Колтовской. Закрыт после 1917 года, не восстановлен до сих пор.

## Люди, связанные с селом
Венюков, Михаил Иванович (1832—1901) — уроженец села Никитино. Русский путешественник и географ, генерал-майор.